# Agrilus frenchi
Agrilus frenchi es una especie de insecto del género Agrilus, familia Buprestidae, orden Coleoptera.
Fue descrita científicamente por Blackburn, 1891.